# Прапор Білзена
Прапор Білзена був офіційно прийнятий муніципальною радою 16 березня 1989 року як муніципальний прапор бельгійської комуни і міста  Білзен в провінції Лімбург. 6 червня 1989 року він був підтверджений міністерським указом і остаточно опублікований 8 листопада 1989 року в офіційному бельгійському офіційному віснику.

Офіційно прапор описується так: 
Три однаково високі смуги жовтого, червоного та зеленого кольорів.
Кольори прапора походять від міського герба. Жовтий і червоний — кольори графства Лун, зелений — колір дерева на муніципальному гербі.

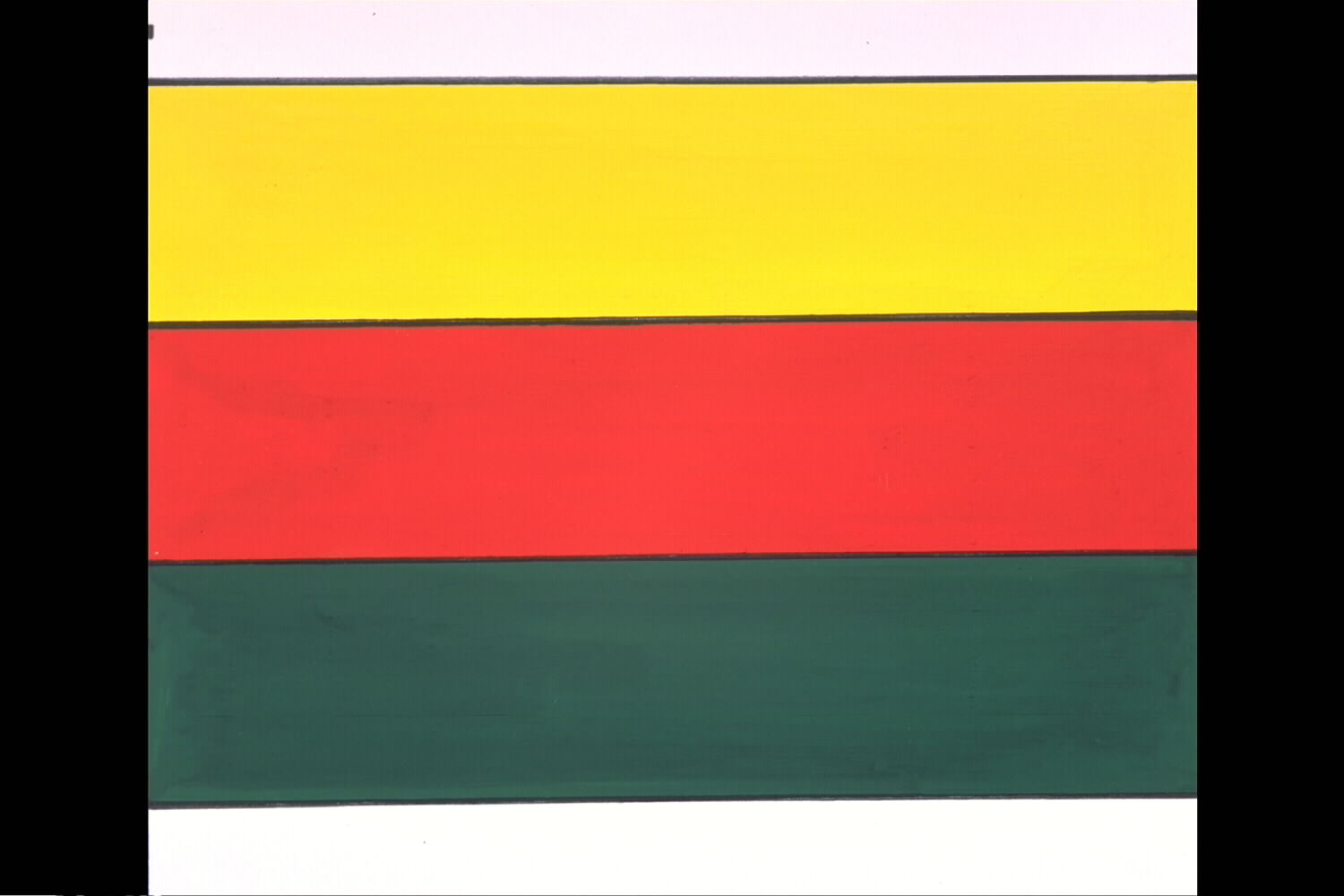
Офіційний малюнок прапора
Герб Білзена